# 저연령대 성숙기발병당뇨병
저연령대 성숙기발병당뇨병(maturity-onset diabetes of the young, MODY)은 인슐린의 생산을 방해하는 상염색체 우성 유전자의 돌연변이로 인해 발생하는 모든 종류의 유전성 당뇨병을 가리키는 용어이다. 제1형 당뇨병이나 제2형 당뇨병과 같이 여러 가지 유전자와 환경 인자가 관여하는 더 흔한 종류의 당뇨병과 구분하기 위해 MODY를 단일유전자 당뇨병(monogenic diabetes)이라고도 부른다. 가장 흔한 종류는 MODY 2와 MODY 3이다.
로버트 테터솔(Robert Tattersall)과 스테판 파잔스(Stefan Fajans)가 1975년 저널 "Diabetes"에 출판된 연구에서 처음으로 저연령대 성숙기발병당뇨병이라는 현상을 처음으로 확인하였다.